# 星宿增十五
長蛇座34，又名BD-08 2725，HD 83373、SAO 137011、HR 3832，是長蛇座的一颗恒星，视星等为6.4，位于銀經244，銀緯30.55，其B1900.0坐标为赤經9h 32m 57.3s，赤緯-8° 30.55′ 30″。